# Ernest et Rebecca

Ernest & Rebecca est une série de bande dessinée imaginée par Camille Bossard, écrite par Guillaume Bianco et dessinée par Antonello Dalena, publiée aux éditions du Le Lombard. Avant d'être publiés en albums, ils sont prépubliés dans le journal Spirou.
La série a fait l'objet d'une adaptation animée, diffusée sur TF1.

## Synopsis
Rebecca est une petite fille de six ans qui a un ami (imaginaire ?) Ernest, un microbe. Celui-ci l'aide dans les moments difficiles.

## Personnages principaux
- Ernest :  microbe vert génial qui aide Rebecca car elle a été troublée par la séparation de ses parents.
- Rebecca : petite fille de 6 ans qui aime l'aventure avec son père qui l’emmène en vacances dans sa caravane.
- Coralie : la meilleure amie de Rebecca.
- Pépé Bestiole : le grand-père paternel de Rebecca.
- M. Rébaud : le maître de Rebecca.

## Albums
1. Mon copain est un microbe, 2008
2. Sam le repoussant, 2009
3. Pépé bestiole, 2010
4. Le Pays des cailloux qui marchent, 2012
5. L'école des bêtises, 2013
6. La boîte à blagues, 2014
7. Il faut sauver Monsieur Rébaud, 2016
8. Un jour pas comme les autres, 2018
9. Opération E.R.N.E.S.T., 2019

## Éditeurs
imaginez par Camille Bossard lors d’un concours avec la bibliothèque de Gorron (mayenne)
- Le Lombard : tomes 1 à 6 (première édition des tomes 1 à 6)

## Adaptations télévisuelles

### Série d'animation
Ernest & Rebecca a fait l'objet d'une adaptation en série animée et produite par Media Valley, diffusée le 24 mars 2019 sur TF1 dans l'émission Tfou.
Elle est diffusée depuis le 2 novembre 2020 sur Télétoon+.

#### Distribution
- Kaycie Chase : Rebecca / Pierrick / Jamel / voix additionnelles
- Antoine Schoumsky : Ernest
- Magali Rosenzweig : Maman / Samir / voix additionnelles
- Martial Le Minoux : Papa / Tatalia
- Adeline Chetail : Coralie / Marie-Agnès
- Lila Lacombe : Nadine
- Nathalie Homs : François / Mme Lavacherolle / La maman de Marie-Agnès
- Benoît Du Pac : M. Rébaud
- Vincent Ropion : Sam / voix additionnelles
- Version originale
  - Studio d'enregistrement : Mediadub International
  - Direction artistique : Céline Ronté

 Source et légende : version française (VF) sur RS Doublage et crédits du générique de fin.

### La Minute d'Ernest et Rebecca
Et aussi un dessin animé explicative pendant la pandémie du Covid-19 nommé La Minute d'Ernest et Rebecca et diffusée en 2020 sur TF1 et Télétoon+

#### Distribution
- Kaycie Chase : Rebecca
- Antoine Schoumsky : Ernest
- Clara Do Espirito : Voix additionnelles